# Sandgölen (Svinhults socken, Östergötland)
Sandgölen är en sjö i Ydre kommun i Östergötland och ingår i Motala ströms huvudavrinningsområde.